# Třída H 145
Třída H 145 byla třída torpédoborců německé Kaiserliche Marine z období první světové války. Celkem byly postaveny tři jednotky této třídy. Prototypový torpédoborec byl po válce internován ve Scapa Flow, kde jej roku 1919 potopila vlastní posádka. Oba sesterské torpédoborce byly v rámci reparací předány Francii. Francouzské námořnictvo je vyřadilo v letech 1933–1935.

## Stavba
Celkem byly objednány tři jednotky této třídy. Konstrukčně vycházely z torpédoborce SMS G 96. Stavby se ujala loděnice Howaldtswerke v Kielu. Jejich kýly byly založeny roku 1917. Dokončeny byly v letech 1918–1920.
Jednotky třídy H 145:
| Jméno | Zahájení stavby | Spuštění na vodu  | Zařazena do služby | Status |
| ----- | --------------- | ----------------- | ------------------ | --- |
| H 145 | 1917            | 11. prosince 1917 | srpen 1918         | V listopadu 1918 internován na britské základně ve Scapa Flow. Dne 21. června 1919 při incidentu ve Scapa Flow potopen vlastní posádkou. |
| H 146 | 1917            | 23. ledna 1918    | říjen 1918         | V květnu 1920 v rámci reparací předán Francii. Francouzským námořnictvem zařazen jako Rageot de la Touche. Vyřazen 1935.                 |
| H 147 | 1917            | 13. března 1918   | červenec 1920      | V červenci 1920 v rámci reparací předán Francii. Francouzským námořnictvem zařazen jako Marcel Delage. Vyřazen 1933.                     |

## Konstrukce

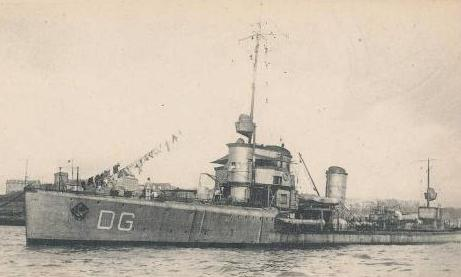
Francouzský torpédoborec Marcel Delage (ex H 147)

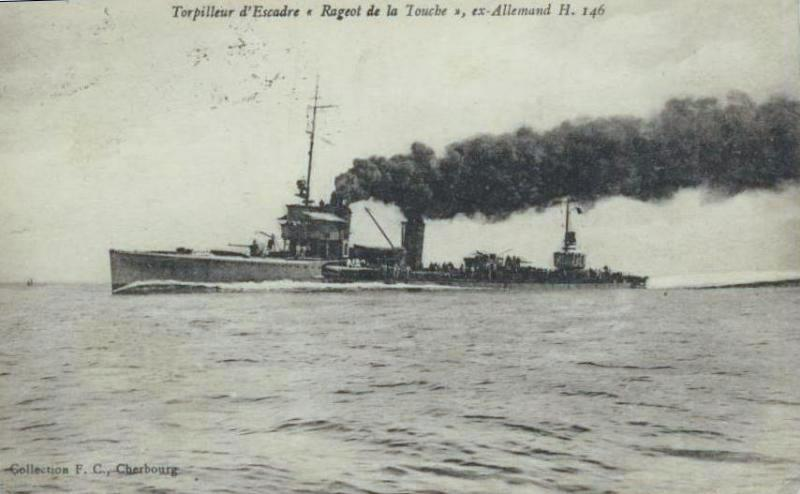
Francouzský torpédoborec Rageot de la Touche (ex H 146)

Hlavní výzbroj představovaly tři 150mm/42 kanóny Utof L/45 C/16 a šest 500mm torpédometů se zásobou osmi torpéd. Byly to dva dvojité a dva jednohlavňové torpédomety. Dále bylo neseno až 24 námořních min. Pohonný systém dosahoval výkonu 24 500 hp. Tvořily jej tři kotle Marine, jedna sada parních turbín pro plavby cestovní rychlostí, pohánějící jeden lodní šroub a dvě sady turbín Germania, roztáčející oba šrouby. Nejvyšší rychlost dosahovala 32 uzlů. Dosah byl 2780 námořních mil při rychlosti čtrnáct uzlů.